# NGC 7582
NGC 7582 ist eine ringförmige Balken-Spiralgalaxie vom Hubble-Typ SBab im Sternbild Kranich  am Südsternhimmel. Sie ist rund 69 Millionen Lichtjahre von der Milchstraße entfernt und hat einen Durchmesser von etwa 330.000 Lichtjahren. Die Galaxie wird als Seyfert-2-Galaxie klassifiziert, einem speziellen Typ sehr heller Galaxien, die zur Gruppe der Aktiven Galaxienkernen (AGN) gezählt werden.
Gemeinsam mit NGC 7552, NGC 7590 und NGC 7599 bildet sie das Grus-Quartett.
Das Objekt wurde am 7. Juli 1826 vom schottischen Astronomen James Dunlop entdeckt.

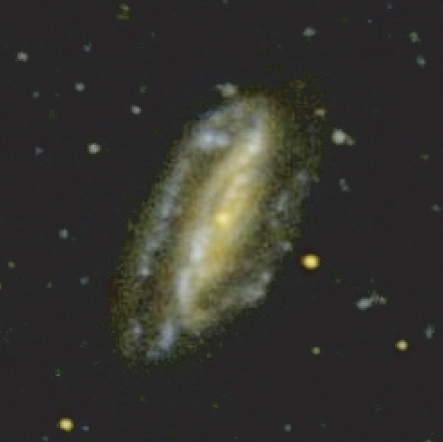
Die Galaxie NGC 7582 aufgenommen von GALEX

## NGC 7582-Gruppe (LGG 472)
| Galaxie   | Alternativname | Entfernung/Mio. Lj |
| --------- | -------------- | ------------------ |
| NGC 7582  | PGC 71001      | 69                 |
| NGC 7496  | PGC 70588      | 73                 |
| NGC 7531  | PGC 70800      | 70                 |
| NGC 7552  | PGC 70884      | 71                 |
| NGC 7632  | PGC 71213      | 67                 |
| NGC 7590  | PGC 71031      | 69                 |
| NGC 7599  | PGC 71066      | 73                 |
| IC 5325   | PGC 71548      | 66                 |
| PGC 71309 | ESO 291-24     | 74                 |